# Symphony of Science
Symphony of Science, în română tradus Simfonia Științei, este o serie de filmulețe apărute pe YouTube. Fiecare filmuleț în parte are o temă diferită de prezentat. În mare parte, tema principală este legată de filozofie sau fizică. Filmulețele sunt compuse dintr-o serie de fragmente luate din diverse documentare. În aceste documentare cercetătorii sau personalitățile în cauză vorbesc despre diverse subiecte. Subiectele sunt în general despre fizică și alte științe exacte. Autorul a creat seria punând fragmente din documentare într-un sintetizator vocal. Ulterior, acesta folosește o tehnică prin care vocea se modelează după sunetul claviaturii. Prin această tehnică se creează senzația că cercetătorii cântă ei însăși. Aceste fragmente contopite au reușit să creeze fiecare filmuleț în parte. Seria de filmulețe are în prim plan pe diverse personalități. Printre acestea se numără persoane precum Michio Kaku, Carl Sagan din lumea științei dar și alții din lumea artistică. Din lumea artistică putem lua în calcul cazul lui Charlie Chaplin, căruia i se dedică un filmuleț întreg.

## A Glorious Dawn
Printre primele filmulețe care se bucură de un succes fabulos pe YouTube se găsește „A Glorious Dawn”. Acest filmuleț a reușit să strângă peste 500,000 de vizualizări. Filmulețul îi are ca „interpreți” pe Carl Sagan și Stephen Hawking. Amândoi au câte o strofă de „cântat”. În cazul lui Sagan, acesta „interpretează” și refrenul. În principal, filmulețul dorește să transmită un mesaj legat de evoluția științifică a omului. Fiecare dintre cei doi cercetători are un mesaj diferit de spus, ambele corespunzând temei filmulețului. În fragmentul în care apare Sagan, luat din documentarul ,,Cosmos", acesta vorbește despre cum ne așteaptă „un răsărit glorios”.  ,,Cosmos" este un documentar despre știință creat de acesta, iar „Un răsărit glorios” este de fapt și titlul filmulețului tradus în română. Sagan se referă la ce ar putea găsi omenirea odată ieșită în spațiu. 
În strofa în care apare Hawking, acesta vorbește despre cum avem nevoie de o teorie a totului. Fragmentul în care apare Hawking este preluat dintr-un material realizat de BBC,care îl are în prim plan pe acesta.

## We are all connected
„We are all connected” este al doilea filmuleț din serie. ,,We are all connected" se traduce în limba română drept ,,Suntem toți conectați". Tema pe care această piesă o scoate în evidență este conexiunea dintre noi și restul universului. Acest filmuleț îi are ca „interpreți” pe Neil deGrasse Tyson, Richard Feynman și Bill Nye, fiecare având câte o strofă de interpretat. Tyson interpretează refrenul și prima strofă, tematica acestora fiind că suntem toți conectați cu universul. Nye interpretează a doua strofă, care are drept tematică conștientizarea a cât de insignifiante sunt anumite lucruri în raport cu altele. În această piesă, lui Feynman îi revine finalul filmulețului, în care precizează că trebuie să ne oprim undeva, deoarece universul este masiv.